# 52
Aquesta pàgina és per a l'any. Per al nombre, vegeu cinquanta-dos.

## Esdeveniments

### Llocs

#### Imperi romà
- Sorà Barea, és cònsol.
- El dret romà prohibeix l'execució dels antics esclaus.
- Ananies, un gran sacerdot a Jerusalem, és enviat a Roma després de ser acusat per violent.
- Plini el Vell escriu el seu relat de la guerra alemany.

#### Xina
- S'escriu el Yuejue Shu, el primer nomenclator de la Xina.

## Necrològiques
- Publi Ostori Escapula, magistrat romà.
- Guo Shengtong, emperadriu xinesa de la dinastia Han.